# Syslog
syslog é um padrão criado pela IETF para a transmissão de mensagens de log em redes IP. O termo é geralmente usado para identificar tanto o protocolo de rede quanto para a aplicação ou biblioteca de envio de mensagens no protocolo syslog.
O protocolo syslog é muito simplista: o remetente envia uma pequena mensagem de texto (com menos de 1024 bytes) para o destinatário (também chamado "syslogd", "serviço syslog" ou "servidor syslog"). Tais mensagens podem ser enviadas tanto por UDP quanto por TCP. O conteúdo da mensagem pode ser puro ou codificado por SSL.
O protocolo syslog é tipicamente usado no gerenciamento de computadores e na auditoria de segurança de sistemas. Por ser suportado por uma grande variedade de dispositivos em diversas plataformas, o protocolo pode ser usado para integrar diferentes sistemas em um só repositório de dados.